# Lijst van presidenten van Moldavië
Hieronder volgt een lijst van presidenten van Moldavië.

## Presidenten van Moldavië (1917-heden)

### President van de Bessarabische Nationale Raad (1917-1918)
| President | President               | Ambtstermijn                    | Partij |
| --------- | ----------------------- | ------------------------------- | ------ |
|           | Ion Inculet (1884–1940) | 15 december 1917 - 9 april 1918 | SRP    |
|           | Vladimir Joedovski      | januari 1918                    | n/p    |

### Presidenten van Moldavië (1990-heden)
| President | President                        | Ambtstermijn                         | Partij        | Partij | Verkiezing |
| --------- | -------------------------------- | ------------------------------------ | ------------- | ------ | ---------- |
|           | Mircea Snegur (1940)             | 3 september 1990 - 15 januari 1997   | Onafhankelijk |        | 1991       |
|           | Petru Lucinschi (1940)           | 15 januari 1997 - 7 april 2001       | PDAM          |        | 1996       |
|           | Vladimir Voronin (1941)          | 7 april 2001 - 11 september 2009     | PCRM          |        | 2001       |
| 2005      | Vladimir Voronin (1941)          | 7 april 2001 - 11 september 2009     | PCRM          |        |            |
|           | Mihai Ghimpu (1951) (waarnemend) | 11 september 2009 - 28 december 2010 | PL            |        |            |
|           | Vlad Filat (1969) (waarnemend)   | 28 t/m 30 december 2010              | PLDM          |        |            |
|           | Marian Lupu (1966) (waarnemend)  | 30 december 2010 - 23 maart 2012     | PDM           |        |            |
|           | Nicolae Timofti (1948)           | 23 maart 2012 - 23 december 2016     | Onafhankelijk |        | 2011-12    |
|           | Igor Dodon (1975)                | 23 december 2016 - 24 december 2020  | PSRM          |        | 2016       |
|           | Maia Sandu (1972)                | 24 december 2020 - huidig            | PAS           |        | 2020       |